# Армет

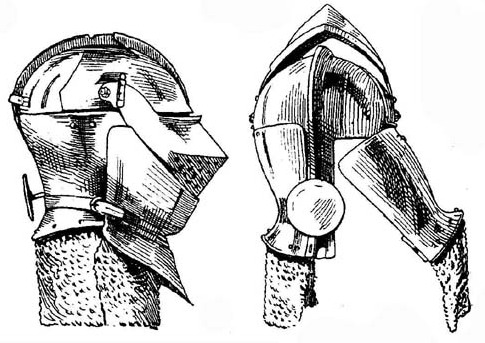
Итальянский армет с ронделем середины XV века. Иллюстрация из книги Вендалена Бехайма

Армет (итал. Armet) — закрытый кавалерийский шлем XV—XVI века.
Характерными чертами этого шлема являются:
- шарообразный купол (до этого кавалерийские шлемы имели сфероконический купол);
- подбородник, состоящий из двух раскрывающихся половинок, в закрытом положении соединяемых штифтом;
- второе забрало, откидывающееся на затылок;
- шлем плотно облегал голову и шею владельца. Большинство арметов (кроме ранних) оснащались защитой шеи и ключиц.

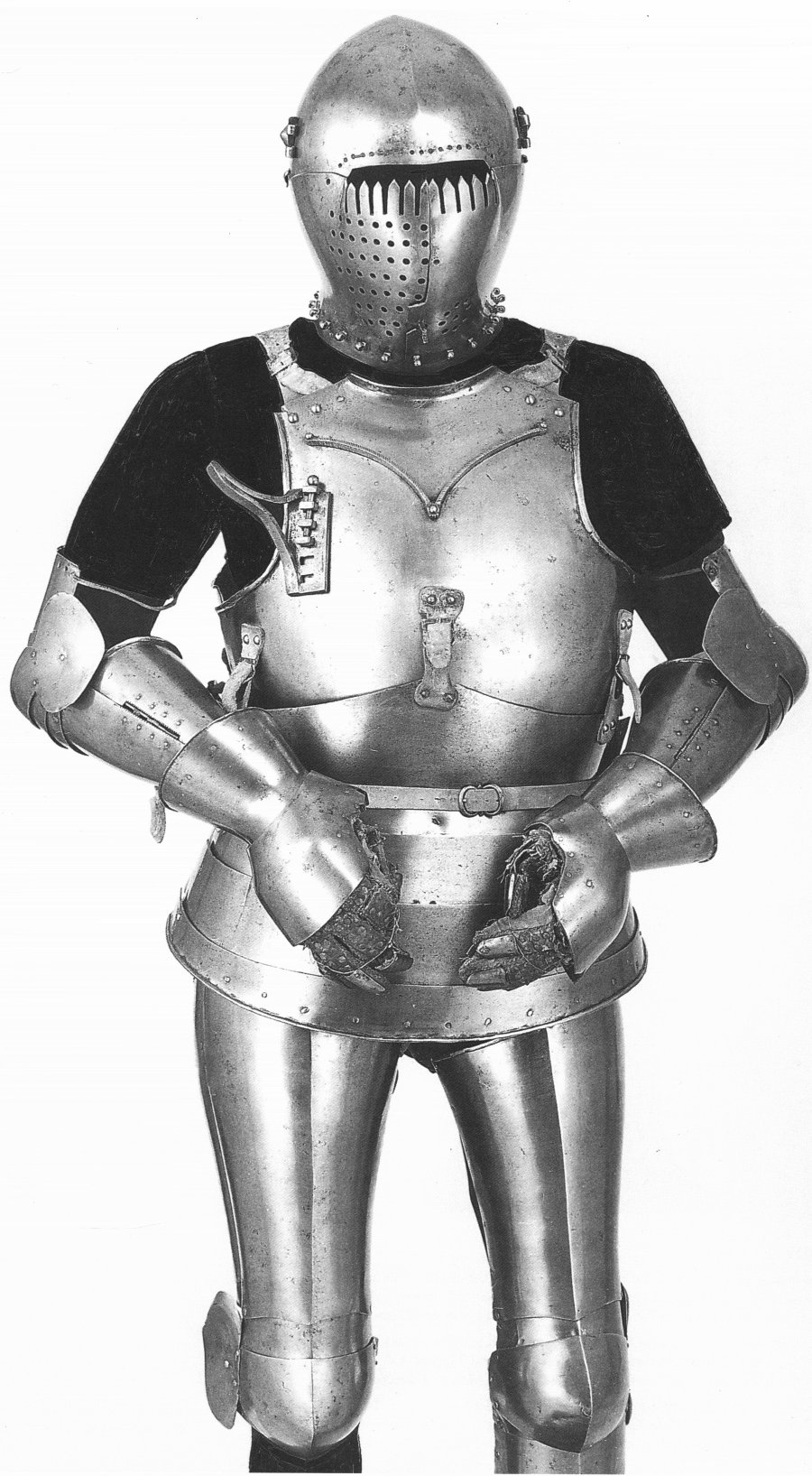
Ранний миланский доспех из коллекции замка Хурбург, около 1410 года.

## Ранний армет
На фотографии слева изображён доспех из оружейной коллекции второй половины XIV — первой половины XV веков в замке Хурбург в итальянском графстве Южный Тироль. Доспех этот датируется 1410 годом и представляет собой образец ранней миланской брони со всеми характерными для неё чертами. Одной из них является наличие армета, который в данном случае представляет собой образец со всеми особенностями данного типа шлемов. Вентиляция только на левой половине нижнего забрала ведёт своё происхождение от бацинетов с забралом хундсгугель. Верхнее забрало утеряно, однако наличие креплений даёт основание говорить о том, что оно было, и скорее всего заострённое, как в более поздних шлемах. Кольца для крепления бармицы (самой бармицы нет) показывают способ защиты части шеи и плеч владельца. Купол у этого шлема всё ещё сфероконический (как у гранд-бацинетов), но форма его более круглая, чем у большинства бацинетов. Отверстия на лбу — очевидно места пришнуровки подшлемника к куполу шлема. Шлем этот предположительно был изготовлен миланским мастером Базарино ди Треццо.
Кроме такого шлема, встречаются арметы без верхнего забрала, половинки нижнего забрала на которых вытянуты вперёд наподобие хундсгугеля. Такой шлем даёт неплохой обзор, но уровень защищённости его владельца ниже. Один из таких арметов находится в коллекции Клингбейл в Берлине.

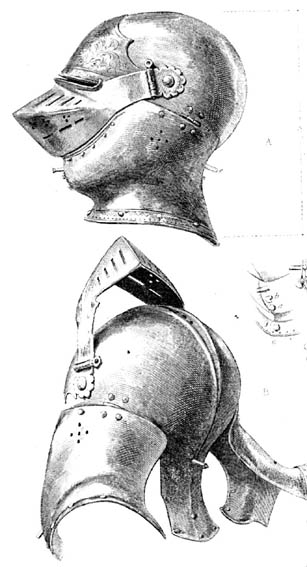
Классический миланский армет. Иллюстрация из книги Эммануила Виолле-ле-Дюка

## Классический итальянский армет середины XV века
Такой шлем был весьма популярен в середине — второй половине XV века, причём не только в Италии. Отличительные черты шлема:
- забрало типа «воробьиный клюв» (англ. sparrow's-beak visor);
- часто оснащался ронделем (диском на затылочной части), служащим для защиты ремня нижнего забрала;
- кольчужная защита шеи практически исчезла из употребления. Шлем надевался поверх латной бармицы, пластины которого заходили под шлем и таким образом обеспечивали достаточный уровень защиты плеч и шеи и приемлемую подвижность;

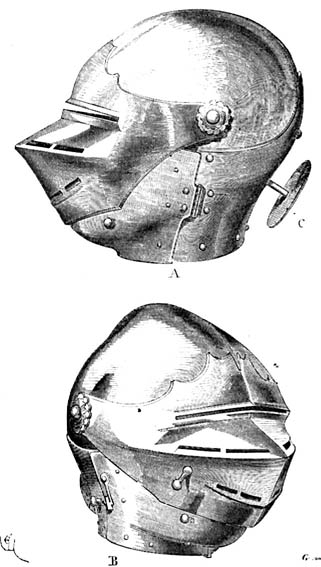
Флорентийский армет, около 1490 года. Иллюстрация из книги Эммануила Виолле-ле-Дюка

- купол шлема стал уже полностью сферическим, в некоторых шлемах он ковался из двух половинок и сваривался посредине, место стыка образовывало небольшой гребень, служивший дополнительным ребром жёсткости;
- дыхательные щели в забралах выполнялись в виде узких прорезей, а не круглых отверстий, как это обычно было в других шлемах.

Такой армет использовался в комплекте с итальянским миланским доспехом. Армет с нижним забралом из двух половин часто называют арметом первого типа. Позднее — к концу XV века — появляется армет второго типа, нижнее забрало которого ковалось в виде цельного подбородника, закреплённого на петле в левой части шлема и застёгивавшегося защёлкой справа. Именно таким является изображённый в книге Эммануила Виолле-Ле-дюка флорентийский армет. Кроме этого, забрало арметов конца XV века стало длиннее и закрывало подбородок спереди полностью — позднее эта черта станет популярной у турнирных арметов XVI века.

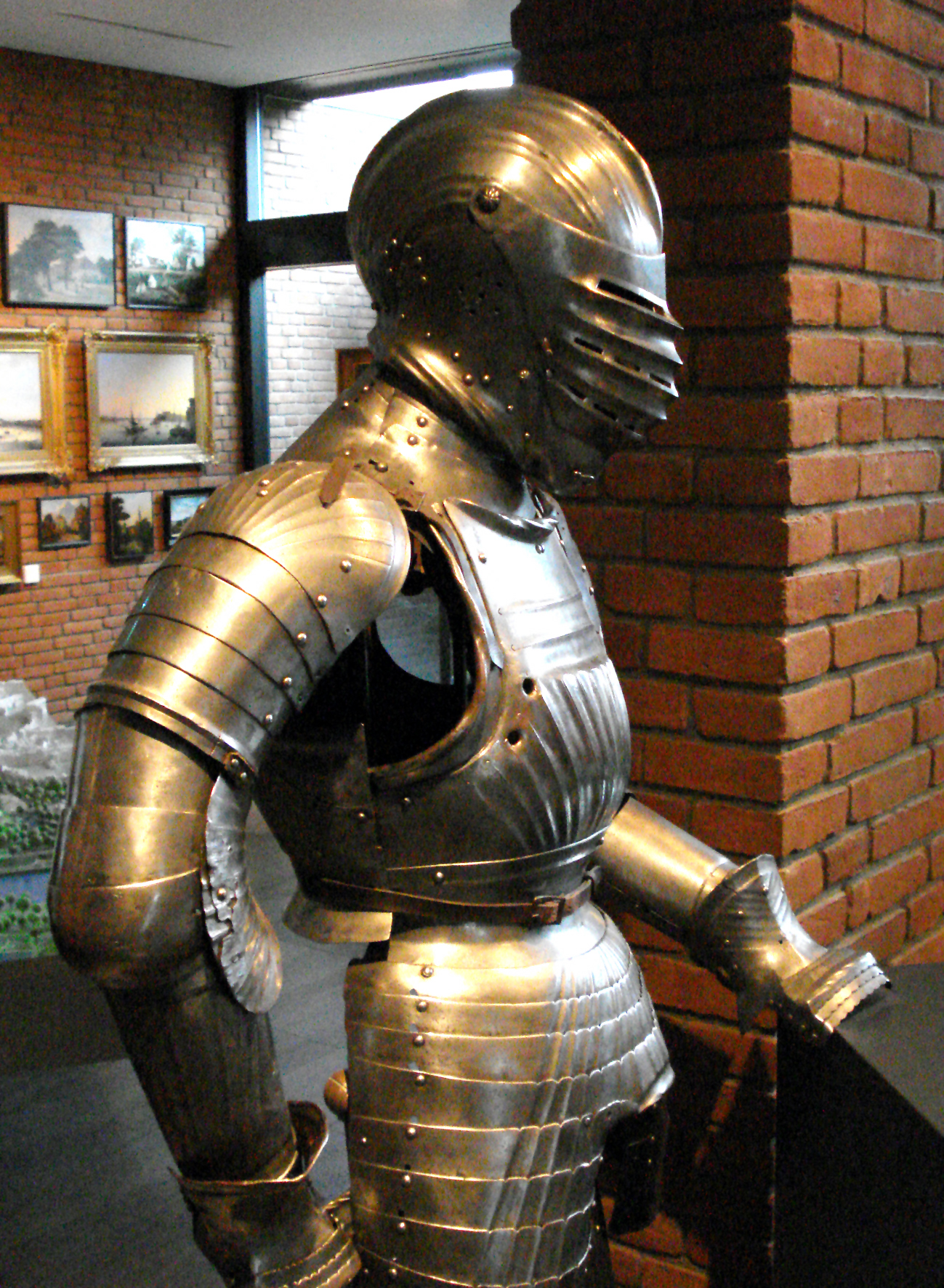
Максимилиановский армет с забралом-гармошкой. Музей в Бремене

.

## Максимилиановский армет
В начале XVI века в Германии императором Максимилианом I была введена мода на доспехи с рифлёными поверхностями — так называемые максимилиановские доспехи. Доспехи эти представляли собой синтез готической и миланской брони, где из первой бралось рифление поверхностей. а из второй — общая форма доспехов. Шлем, естественно, тоже был продуктом такого синтеза — это армет итальянского фасона, но с гофрированием купола и других частей.
Одной из наиболее примечательных особенностей, бросающихся в глаза, является забрало, имевшее следующие формы:
- «гармошкой» (англ. bellows-visor) — ребристое забрало из горизонтальных рёбер и щелей;
- «воробьиный клюв» (англ. sparrow beak) — классическая остроносая форма забрала, имевшая широкое распространение на протяжении двух столетий — в XV—XVI века:
  - классическая конструкция с одинарным забралом;
  - конструкция появившаяся в 20 годы XVI века, в которой «клюв» делится на верхнее и нижнее забрало, так что можно откинуть вверх верхнее забрало («разинуть клюв») улучшив обзор, при опущеном нижнем забрале (естественно такое забрало встречалось лишь у поздних арметов)
- «обезьянье лицо» (англ. monkey-face), оно же «моськин нос» (англ. pug-nose) — имеющее ниже зрительных щелей выступающую часть забрала с широкими вертикальными прорезями, похожую на решётку;
- «гротескное» (англ. grotesque) — забрало, представляющую собой гротескную маску виде человеческого лица или морды зверя.

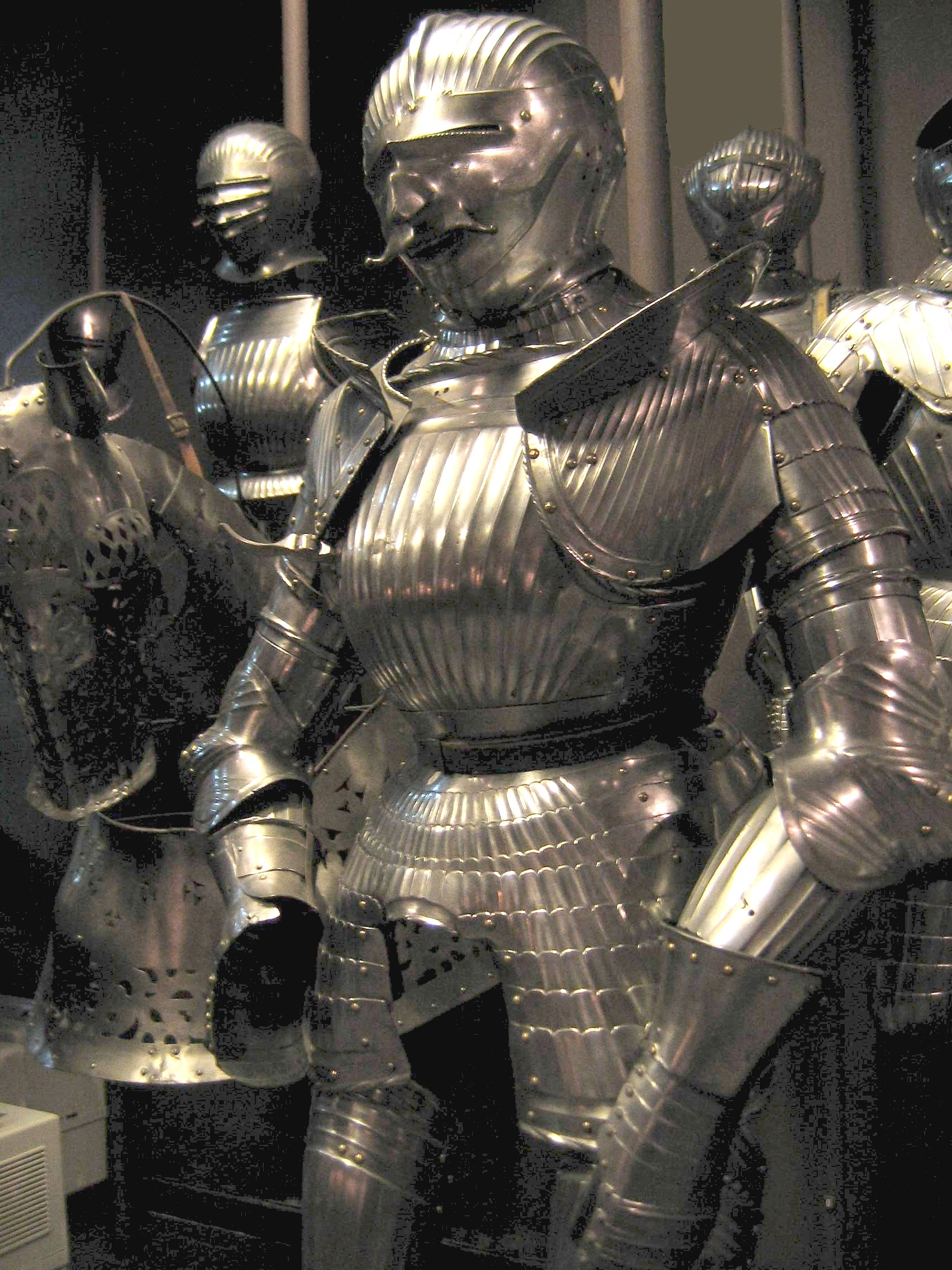
Максимилиановская броня 1514 года из Музея войска польского, Варшава. На шлеме спереди — гротескное забрало. На заднем плане арметы с забралами «гармошка» и «обезьянья морда»

Сам шлем имел рифление и ребро жёсткости в виде невысокого гребня. Что касается его конструкции, то имелось четыре варианта защиты нижней части лица:
- с нижним забралом, откидывающимся вверх подобно верхнему, и нередко закреплённого на том же шарнире что и верхнее забрало;
- с нижним забралом, которое не крепилось на шарнире, а просто пристёгивалось спереди;
- с вариантами исполнения нижнего забрала как в арметах XV века первого и второго типа (описанных выше).

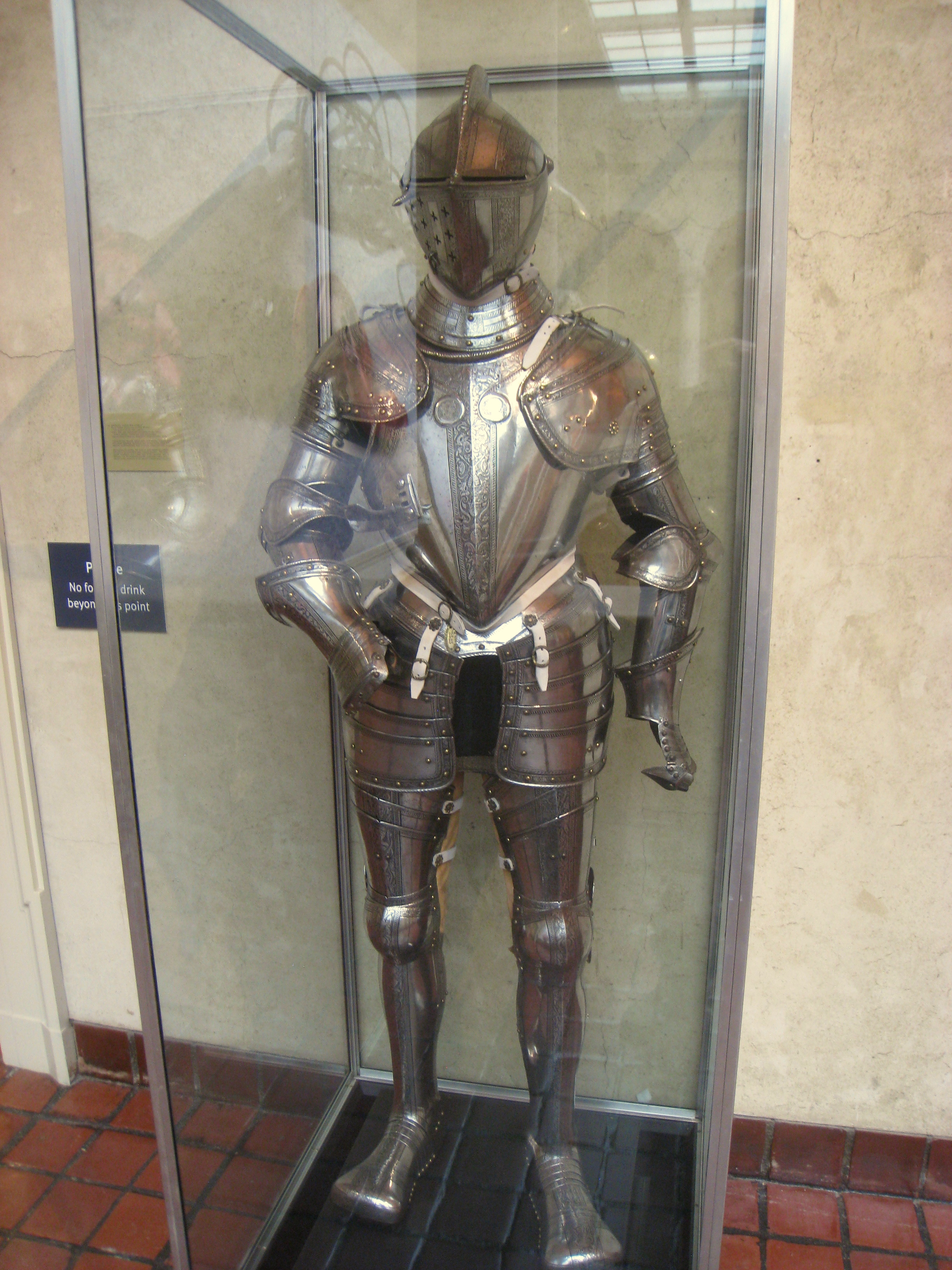
Полный боевой доспех, северная Италия, последняя четверть XVI ст. Сейчас находится в музее Вустера, США

Из них в Германии наибольшей популярностью пользовались вариант с откидывающимся нижним забралом и несколько меньшей популярностью армет второго типа, в то время как в Италии были популярны в первую очередь арметы первого типа. Кроме того вариант с откидывающимся наподбородником не нуждался в ронделе, торчащем подобно гвоздю с огромной шляпкой из затылка, и предназначенным для защиты от перерубания ударом по затылку ремня, стягивающего вместе нижнюю часть шлема (наличие подобных ремней, иногда усиленных подшитой кольчугой, у итальянских доспехов было связано с тем, что в отличие от немцев итальянцы широко использовали кожаные ремни не только для дешёвых доспехов). Что любопытно, арметы первого типа в XV веке итальянцы частенько оснащали дополнительным наподбородником на ремнях.
Защита горла и шеи — горже существовало в двух вариантах:
- Фактически состоящий из традиционных наподбородника и назатыльника. В отличие от конструкции XV века, наподбородник не закреплён жёстко на кирасе и смыкается с назатыльником, образуя сплошную латную защиту шеи, под которой находится настоящее горже; так что получалось два подвижных конуса.
- Так называемый бургундский, обеспечивающий наилучшую подвижность головы; гибкое горже, состоящее из латных колец, способное наклоняться в любую сторону, на котором закреплён свободно-вращающийся шлем характерным креплением в виде двух полых колец (в виде витых верёвок), свободно скользящих одно в другом.

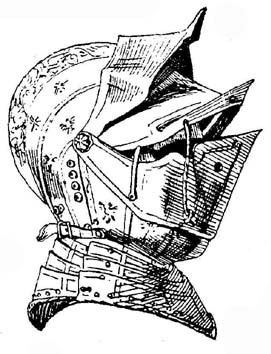
Бургундский армет с раздельным верхним забралом, 1547 год. Находится в музее в Иннсбруке. Иллюстрация из книги Вендалена Бехайма

## Армет XVI века
С отходом моды на максимилиановские доспехи (которые были чрезвычайно трудоёмкими и дорогими в изготовлении) популярной снова стала гладкая броня, которая не кардинально отличалась от миланской внешне. Поэтому армет середины — конца XVI века представляет собой дальнейшую эволюцию миланского армета, направленную тремя путями:

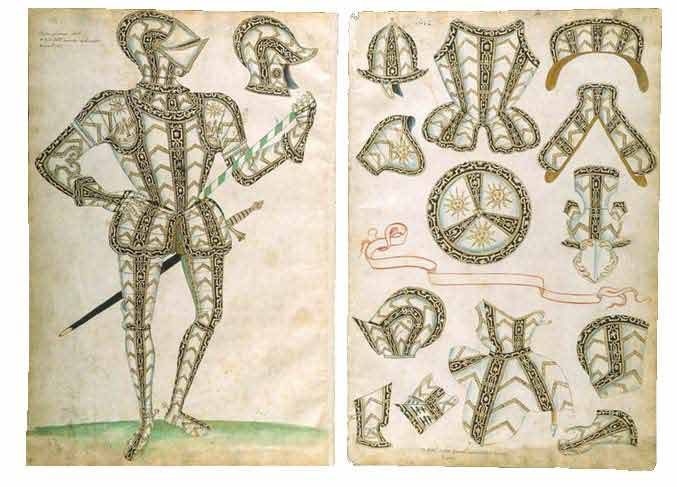
Доспешный гарнитур сэра Генри Ли, королевского чемпиона при королеве Елизавете I Тюдор

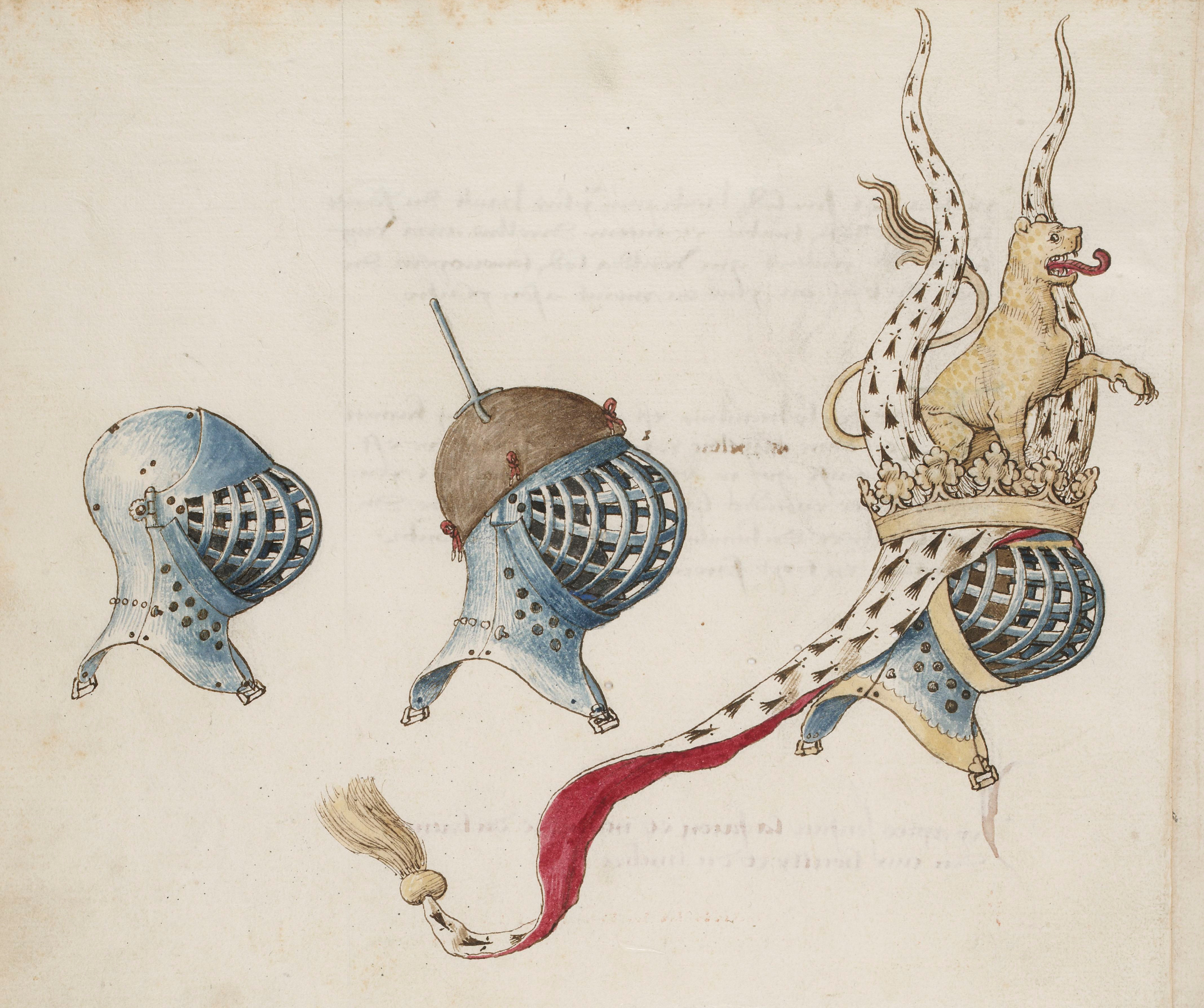
Турнирные арметы для пешего боя из «Турнирной книги» Рене Анжуйского

- Боевой армет. Тут конструкция была направлена на улучшение обзорности и удобство в бою. Такой армет делался по тому же принципу, что и миланские арметы XV века, отличаясь от них формой верхнего забрала, которое закрывало весь подбородок и за счёт прямо расположенных смотровых щелей обеспечивало неплохой обзор даже без его поднятия.
- Турнирный армет для копейной сшибки. В Германии такой армет назывался Geschlossener Helm. Тут конструкция была направлена на обеспечение безопасности в штехцойге. С этой целью, так как посадка кавалериста на турнире была с заметным наклоном вперёд — что и предопределило появление шлемов «жабья голова» — турнирные арметы (см. рисунки и фото слева) ковались со смотровыми щелями заметно выше, чем в боевых образцах. В некоторых образцах таких арметов верхнее забрало разделялось на две части, чтобы обеспечить хоть какой-то обзор участнику турнира до непосредственно копейной сшибки. Такой армет входил в состав доспешного гарнитура, в частности в состав гринвичского доспеха, но предназначался исключительно для турниров — для боя его заменяли на бургиньот, обеспечивавший гораздо лучший обзор;

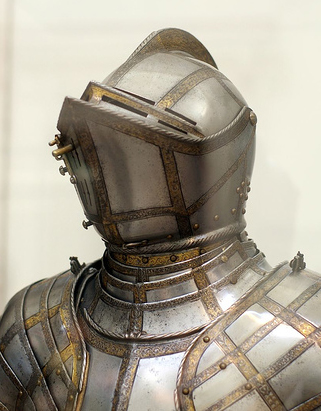
Армет из гринвичского доспеха, сделанный для сэра Джеймса Скудамора

- Турнирный армет для пешего боя. Этот шлем представлял собой совершенно особенный тип, сложившийся в результате изменений в турнирах, направленных на уменьшение опасности для участников. Так как в поздне-средневековых турнирах острое боевое оружие было запрещено, бои происходили на тупых турнирных мечах и деревянных булавах, то необходимости в доспехах и шлемах, защищающих от уколов, не было. Поэтому турнирные кирасы для пешего боя делали перфорированными для облегчения и вентиляции, а турнирные шлемы для пешего боя — саллеты и арметы — выполнялись такими, чтобы обеспечить максимальный обзор и удобство. С этой целью турнирный армет для пешего боя ковался с шаровидным куполом, соединённым с задней частью горже, и одним забралом, соединённым с передней частью горже (как у гранд-бацинетов), которое на петлях подымалось вверх. Забрало это делалось с вырезом под защиту лица, представлявшую собой решётку из прутьев, приклёпанных к нему. Такое забрало обеспечивало отличный обзор и защиту от удара деревянной турнирной булавой, но, разумеется, не могло быть использовано ни в копейной сшибке, ни в бою (хотя некоторые бургиньоты имеют такие забрала в виде решётки). На иллюстрации из «Турнирной книги» показан именно такой шлем в парадном исполнении, с навершием на специальной шапочке, жёстко крепившейся к шлему, и судя по горностаевому намёту принадлежавший герцогу бретонскому.

Армет остался популярным именно как турнирный шлем. Однако смерть короля Генриха II в 1559 г. — удар копья коннетабля Монтгомери отбросил забрало, и обломок копья смертельно ранил короля в глаз — стала концом популярности шлема на турнирах. На полях сражений армет ещё ранее был вытеснен бургиньотом.